# Yirmar Torres
Yirmar Ariel Torres (* 9. Januar 2005) ist ein ecuadorianischer Leichtathlet, der sich auf den Speerwurf spezialisiert hat.

## Sportliche Laufbahn
Erste Erfahrungen bei internationalen Meisterschaften sammelte Yirmar Torres im Jahr 2022, als er bei den Jugend Südamerikaspielen in Rosario mit einer Weite von 59,74 m den fünften Platz belegte. Im Jahr darauf gewann er bei den U20-Südamerikameisterschaften in Bogotá mit 64,64 m die Silbermedaille und 2024 siegte er mit 73,21 m bei den U20-Südamerikameisterschaften in Lima. Anschließend verpasste er bei den U20-Weltmeisterschaften ebendort mit 61,26 m den Finaleinzug. Im September belegte er bei den U23-Südamerikameisterschaften in Bucaramanga mit 67,09 m den vierten Platz. Im Jahr darauf belegte er bei den Südamerikameisterschaften in Mar del Plata mit 70,78 m den sechsten Platz. 
2024 wurde Torres ecuadorianischer Meister im Speerwurf.